# Hiệp Hòa (thị trấn)
Hiệp Hòa là một thị trấn thuộc huyện Đức Hòa, tỉnh Long An, Việt Nam.

## Địa lý
Thị trấn Hiệp Hòa có vị trí địa lý:
- Phía đông giáp xã Tân Phú
- Phía tây và phía nam giáp huyện Đức Huệ với ranh giới là sông Vàm Cỏ Đông
- Phía bắc giáp các xã An Ninh Tây và Hiệp Hòa.

Thị trấn có diện tích 9,88 km², dân số năm 1999 là 8.962 người, mật độ dân số đạt 907 người/km².

## Hành chính
Thị trấn Hiệp Hòa được chia thành 5 khu phố: 1, 2, 3, 4, 5.

## Lịch sử
Thị trấn Hiệp Hòa được thành lập vào ngày 24 tháng 3 năm 1979 từ một phần diện tích và dân số của xã Hiệp Hòa.